# Kecamatan Glagah (distrikt i Indonesien, lat -8,16, long 114,24)
Kecamatan Glagah är ett distrikt i Indonesien.   Det ligger i provinsen Jawa Timur, i den sydvästra delen av landet, 800 km öster om huvudstaden Jakarta.